# Грег Ебботт
Грегорі Вейн «Грег» Ебботт (англ. Gregory Wayne «Greg» Abbott) — американський політик з Республіканської партії. 48-й губернатор штату Техас з січня 2015 року, був генеральним прокурором штату з грудня 2002 року. У 1981 здобув ступінь бакалавра ділового адміністрування у Техаському університеті в Остіні.
Ебботт переміг на виборах губернатора у 2014 році кандидата-демократа Венді Девіс з перевагою у понад 20%.

## Раннє життя
Грег Ебботт народився 13 листопада 1957 року в місті Вічита-Фолс. Його мати, Доріс Лехристія Джекс, була домогосподаркою, а батько, Келвін Роджер Ебботт, був біржовим брокером і страховим агентом. Обидва вони англійського походження. Коли йому було шість років, вони переїхали в Лонгв'ю в Техасі та сім'я жила в цьому місті протягом шести років.
На початку молодших класів середньої школи, сім'я Ебботт переїхала до Данканвіллу в Техасі. У своєму другому році навчання у середній школі, його батько помер від серцевого нападу, і його мати пішла на роботу в галузі офісній нерухомості. Закінчив середню школу Данканвіллу.
У 1981 році він здобув ступінь бакалавра ділового адміністрування в галузі фінансів в Техаському університеті в Остіні, де він був членом братства Delta Tau Delta і клубу молодих республіканців. Він познайомився зі своєю дружиною, Сесилією Фелан, під час навчання в університеті. У 1984 році він здобув ступінь доктора права юридичного факультету Університету Вандербільта в Нашвіллі, штат Теннессі.
Ґреґ Ебботт зайнявся приватною практикою у компанії «Батлер і Біньйон», LLP між 1984 і 1992 роками. Політична кар'єра Еббота почалася в Х'юстоні, де він служив як державний суддя першої інстанції в 129-му окружному суді протягом трьох років.